# Lasiogyia xanthozonata
Lasiogyia xanthozonata är en fjärilsart som beskrevs av George Francis Hampson 1907. Lasiogyia xanthozonata ingår i släktet Lasiogyia och familjen Crambidae. Inga underarter finns listade i Catalogue of Life.